# Anthony Rother
Anthony Rother (né le 29 avril 1972) est un compositeur et producteur allemand de musique électronique, fondateur du label Datapunk.
Après quelques productions techno, son style s'est affirmé dans la lignée de la musique du groupe Kraftwerk, auquel il a rendu hommage avec un remix de Trans Europa Express. Il est aujourd'hui l'un des représentants majeurs du style electro à proprement parler. Sa musique est caractérisée par des rythmes répétitifs mécaniques, robotiques, des voix synthétisées, de la mélancolie, une ambiance futuriste et des paroles qui sont souvent en rapport avec les conséquences du progrès technique, les relations entre l'humain et la machine ou le rôle de l'ordinateur dans la société.
En plus de l'electro, Rother a composé quelques morceaux aux sonorités dark ambient tels que "Elixir of Life" ou "Art Is a Technology". Par ailleurs il a réalisé d'autres morceaux avec des artistes comme Sven Väth ou DJ Hell.

## Discographie

### Albums
- Sex With The Machines (1997)
- Simulationszeitalter (2000)
- Hacker (2002)
- Live Is Life Is Love (2003)
- Magic Dinner (2003)
- Elixir Of Life (2003)
- Popkiller (2004)
- Art Is A Technology (2005)
- Super Space Model (2006)
- My Name Is Beuys Von Telekraft (2008)
- Popkiller 2 (2010)
- The Machine Room (2011)
- 62 Minutes on Mars (2011)
- Vom Urknall Zur Maschine (2011)
- Netzwerk der Zukunft (2014)
- 3L3C7RO COMMANDO (2018)
- Cyberspace reality (2020)

### Maxis
- Sex With The Machines (1997)
- Warm EP (1997)
- Dead Clocking (1997)
- Redlight District (1998)
- Trans Europa Express (1998)
- Don't Stop The Beat (1999)
- Simulationszeitalter (2000)
- Biomechanik (2001)
- God Of The Gods (2001)
- Darkness (2002)
- Die Macht (2002)
- Back Home (2003)
- Dreampeople (2003)
- Elixir Of Life (2003)
- Magic Diner (2003)
- Bodytalk (2004)
- Synthetic / Young (2004)
- Art Is A Technology (2005)
- Father (2005)
- Komm (2005)
- Simon Says / When The Sun Goes Down (2005)
- This Is Electro (2005)
- Compression (2006)
- German Bodymachine (2006)
- Gott / Luzifer EP (2006)
- SpringLove (2006)
- Don't Worry (2007)
- Moderntronic E.P. (2007)
- Sleep (2007)
- So Good (2007)
- We Are Punks (2007)
- We Are Punks 2 (2007)
- Bodyfarm (2008)
- Cocoon Morphs Tokyo (2008)
- Don't Panic (2008)
- My Name Is Telekraft (2008)
- Planet Telekraft E.P. (2008)
- Disco Light (2010)

## Pseudonymes
- Family Lounge
- Little Computer People
- Lord Sheper
- Psi Performer

## Groupes
- Datapunk Rockstars
- Netzwerk Europa
- Netzwerk Florida
- Netzwerk Frankfurt
- Notsignal
- Sodiac
- T.F.D. Crew